# Gerrit Bolkestein
Gerrit Bolkestein (Amsterdã, 9 de outubro de 1871 — Haia, 8 de setembro de 1956) foi um político neerlandês, membro da Liga do Pensamento Livre Democrático (VDB). Atuou como Ministro da Educação, Arte e Ciência entre 1939 e 1945, sob o reinado de Guilhermina. A partir de 1940, serviu como um dos representantes do governo neerlandês no exílio baseado em Londres. No início de 1944, durante uma transmissão no rádio, Bolkestein expressou seu interesse em criar um registro público para divulgar provas escritas do povo neerlandês sobre a opressão sofrida durante a ocupação nazista nos Países Baixos, o que influenciou Anne Frank, uma das espectadoras, a editar seu diário a fim de publicá-lo posteriormente.